# Vizita (film din 1952)
Vizita, menționat în unele surse Vizită, este un film de scurt metraj românesc din 1952 regizat de Jean Georgescu, care a ecranizat schița „Vizită...” (1901) de Ion Luca Caragiale. Rolurile principale au fost interpretate de actorii Grigore Vasiliu Birlic și Florica Demion.

## Distribuție
Distribuția filmului este alcătuită din:
- Grigore Vasiliu Birlic — domnul care vine în vizită (menționat Gr. Vasiliu Birlic)
- Florica Demion — Maria Popescu, mama lui Ionel, o veche prietenă a domnului
- Sorin Stratilat — Ionel, fiul doamnei Popescu, un copil în vârstă de vreo opt ani
- Maria Wauvrina — jupâneasa răgușită, slujnica doamnei Popescu